# Aeroportul Gannan Xiahe
Aeroportul Gannan Xiahe (IATA: GXH, ICAO: ZLXH) este un aeroport din Gansu, Republica Populară Chineză ce deservește zona Hezuo⁠(d). Aeroportul a fost tranzitat în 2022 de 1.362 de pasageri. A fost deschis în 19 august 2013.
Situat la o altitudine de 3.203 m, aeroportul dispune de o singură pistă.